# Окамото, Линн
Линн Окамото (яп. 岡本 倫 Окамото Рин) — японский мангака, наиболее известный как автор манги «Эльфийская песнь». Бывший сотрудник Bandai, живущий в Токио, Япония. В числе его хобби — сборные модели Gundam. Во время обучения в колледже подрабатывал в компании Arc System Works. В своём блоге Линн Окамото пишет, что во время учёбы он разрабатывал видеоигру, законченную им, когда он стал офисным служащим. Нобухиро Нарита, продюсер компании «French Bread», заявлял, что Окамото является большим фанатом Ёсихиро Тогаси, известного такими работами, как YuYu Hakusho и Hunter × Hunter. На данный момент нет точных данных о дате его рождения. Среди фанатов существует миф, что мангака — женщина, из-за написания его имени (англ. Lynn Okamoto).
В послесловии манги «Эльфийская песнь» мангака сопровождает свои слова женскими портретами, признаваясь, что в детстве у него был «комплекс худобы», но несколько лет назад мангака начал полнеть из-за того, что перестал выходить на улицу, чувствуя себя из-за этого нездоровым. Мангака считает себя неспортивным, он не сможет даже проплыть 25 метров, что затрудняет ему возможность сбросить вес.
Как мангака он дебютировал в январе 2000 года, опубликовавшись в журнале Young Jump, а в июне 2002 года он уже начал выпуск знаменитой манги «Эльфийская песнь». После нарисовал сборник Flip Flap и ещё несколько законченных манг, с 2017 года работает над Parallel Paradise.

## Список работ
- Elfen Lied (ваншот, 2000)
- Elfen Lied (яп. エルフェンリート эруфэн ри:то) (2002—2005)[1][2]
- Flip Flap: Lynn Okamoto short story collection (2008) — сборник, включающий короткие истории и спешлы (Flip Flap, Lime Yellow, Elfen Lied, Allumage, Registrar, Carriera, Memoria, MOL, Digtopolis) [3]
- Nononono (яп. ノノノノ Нонононо) (2008—2011)[4][5]
- Gokukoku no Brynhildr (яп. 極黒のブリュンヒルデ Гокукоку но Бурюнхирудэ)[6] (2012—2016)
- Kimi wa Midara na Boku no Joo (яп. 君は淫らな僕の女王 Кими ва мидара на боку но дзёо:) (2012—2017, рисунок Мэнго Ёкояри)
- Parallel Paradise (яп. パラレルパラダイス Парарэру парадайсу)[7] (2017–н. в., выходит в Weekly Young Magazine, Kodansha)